# 那布·那西尔
那布·那西尔（公元前747年—公元前734年在位）（英語：Nabu-nasir）巴比伦国王。因亚述国王提格拉特帕拉沙尔三世的支持而得位。后者以将阿拉米亚人与迦勒底人驱逐并对巴比伦进行控制而与他交换，他死后约6年，这位亚述国王便单独统治巴比伦。公元2世纪的希腊天文学家托勒密在撰写巴比伦文献时，把他到亚历山大大帝这一系列两河流域的统治者列出名单，记录了他们统治时期的天文事件，为现代历史学家断代提供依据。